# Hövsan
Hövsan (ryska: Говсан) är en ort i Azerbajdzjan.   Den ligger i distriktet Baku, i den östra delen av landet, 16 km öster om huvudstaden Baku. Antalet invånare är 36 293.
Terrängen runt Hövsan är platt. Trakten är tätbefolkad. Närmaste större samhälle är Baku, 16,3 km väster om Hövsan. 
Omgivningarna runt Hövsan är i huvudsak ett öppet busklandskap.